# Barrfransvingeslända
Barrfransvingeslända (Valenzuela despaxi) är en insektsart som först beskrevs av André Badonnel 1936.  Barrfransvingeslända ingår i släktet Valenzuela, och familjen fransvingestövsländor. Arten är reproducerande i Sverige.